# Lama und Li Gotami Govinda Stiftung
Die Lama und Li Gotami Govinda Stiftung ist eine rechtsfähige gemeinnützige Stiftung bürgerlichen Rechts mit Sitz in München, die den Nachlass des deutsch-indischen Gelehrten, Autors und Künstlers Anagarika Govinda (1898–1985) verwaltet und in kulturellen, wissenschaftlichen sowie sozialen Bereichen operativ und fördernd tätig ist.

## Geschichte
Die Stiftung wurde im Jahr 1989 in Erfüllung eines Vermächtnisses der Witwe Anagarika Govindas, der indischen Künstlerin Li Gotami Govinda (1906–1988), die dafür persönliche Mittel und das materielle und geistige Erbe ihres Mannes zur Verfügung stellte, von dem Mediziner Karl-Heinz Gottmann errichtet. Dieser war als Vorsitzender des Stiftungsrates bis 1999 tätig, danach übernahm der Neurologe Armin Gottmann diese Funktion. Seit 2015 ist der Philosoph Volker Zotz der Vorsitzende des Stiftungsrates. Der Stiftungsrat bestellt einen mit administrativen Aufgaben befassten Vorstand. Bis 2016 hatte der Ökonom Manfred Bues das Amt des Stiftungsvorstandes inne, als dessen Nachfolger ist seither der Unternehmensberater und Psychologe Friedhelm Köhler tätig.

## Tätigkeit

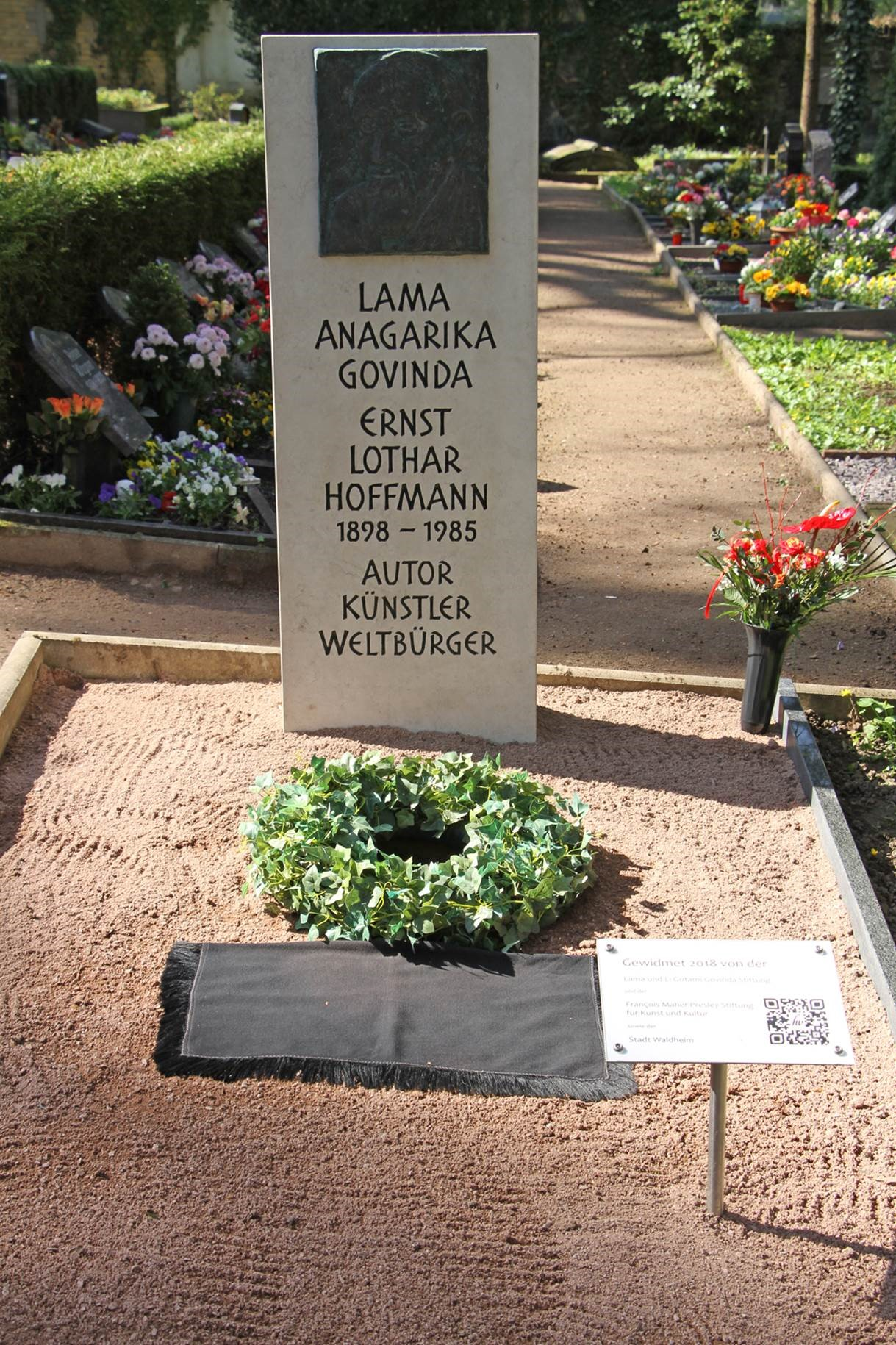
Gemeinsam mit der François Maher Presley Stiftung in Waldheim errichtetes Grabdenkmal Govindas

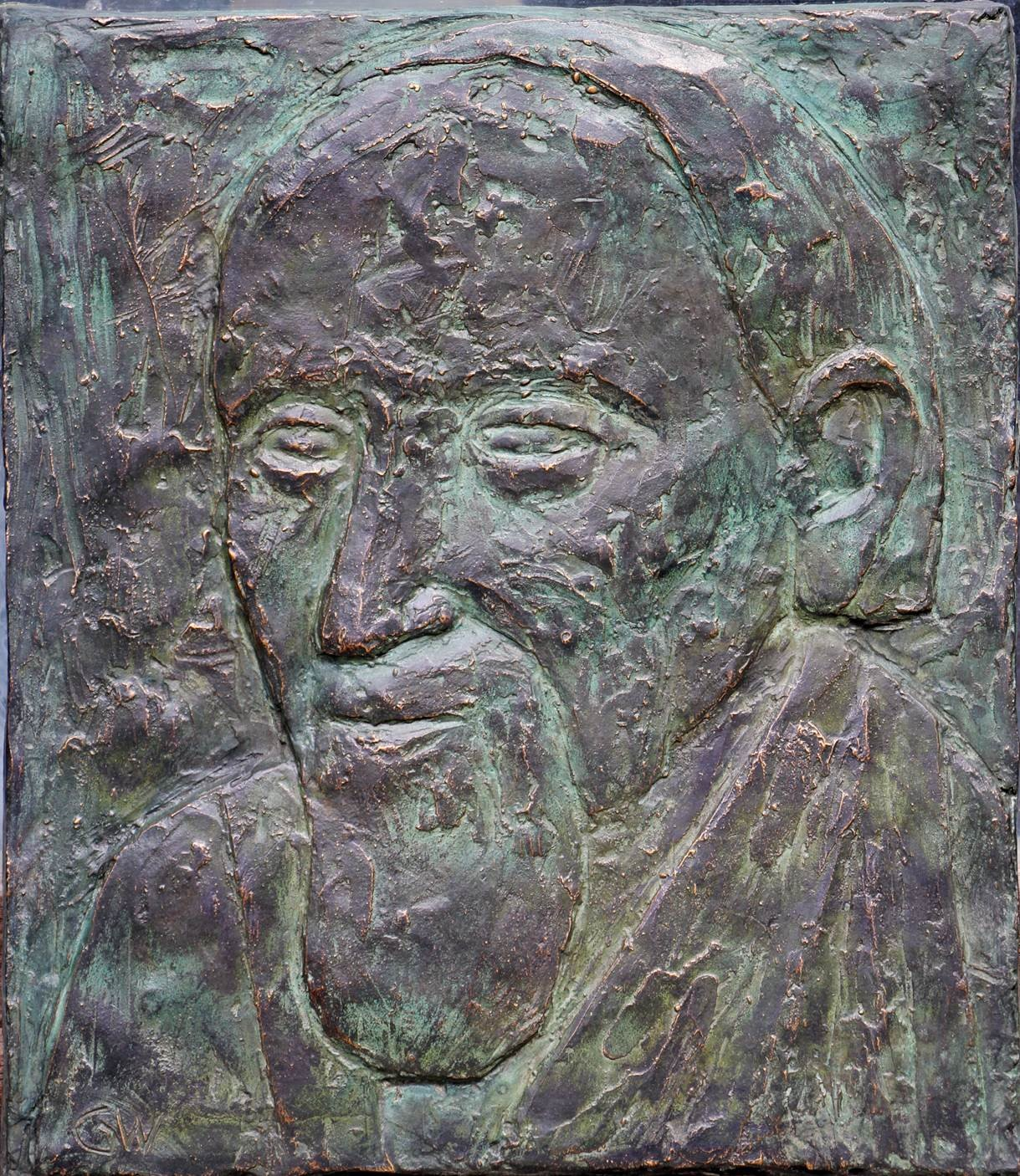
Bronzerelief am Waldheimer Denkmal für Anagarika Govinda

Die Stiftung verwaltet die Rechte am literarischen und künstlerischen Erbe von Lama Anagarika Govinda und widmet sich kulturellen, wissenschaftlichen und sozialen Aktivitäten im Geist seines von Buddhismus, Daoismus und interkulturellem Dialog geprägten Werkes.
Im kulturellen Bereich tritt die Stiftung unter anderem durch das Veranstalten von Ausstellungen hervor, etwa 2016/17 mit Tibets Sachse und Guge – Vergessenes Königreich in Westtibet im Historischen und Völkerkundemuseum St. Gallen.
Als Grundlage für ihre Ausstellungen ist die Lama und Li Gotami Govinda Stiftung im Besitz zahlreicher Bildwerke Anagarika Govindas und der Materialien seiner Tibet-Expeditionen, etwa in das ehemalige westtibetische Königreich Guge, wo Govinda und seine Frau unter anderem minutiös Tempelfresken dokumentierten. Diese Zeichnungen „sind heute eine wichtige Forschungsgrundlage. (...) Weil aber der Forscher Anagarika Govinda von Hand zahlreiche Wandbilder abpauste – es sind über 100 Blätter –, gibt es für den Wiederaufbau der Tempel originalgetreue Vorlagen. Die Ausstellung zeigt anschaulich, wie Govinda arbeitete und wie dank ihm die alten Klöster wenigstens zum Teil wieder sichtbar werden.“
Für ihre wissenschaftlichen Tätigkeiten unterhält die Stiftung das Anagarika Govinda Institut für buddhistische Studien, dessen Forschungen „die Überlieferungen der buddhistischen Traditionen Asiens ebenso berücksichtigen wie die Buddhismus-Rezeption im Abendland.“ Das Institut bereitet eine kritische Gesamtausgabe der Werke Govindas vor.
Die sozialen Aktivitäten der Stiftung umfassen unter anderem die „Förderung von Hilfs- und Bildungsprojekten für Tibeter in Indien und das Bereitstellen von Studienmaterial für Strafgefangene.“
Die Stiftung hält auch das Gedächtnis an Govinda und an seine Ehefrau Li Gotami wach. Zum Beispiel erschien zum 100. Geburtstag von Anagarika Govinda 1998 eine Festschrift mit Beiträgen u. a. von Martin Baumann, Hellmuth Hecker, Detlef Kantowsky, Hans Wolfgang Schumann und Karel Werner. Schon 1997 errichtete die Stiftung in Darjeeling einen Stupa als Grabdenkmal für Govinda. 2018 errichtete die Stiftung gemeinsam mit der François Maher Presley Stiftung für Kunst und Kultur ein Denkmal für Govinda in seiner mittelsächsischen Geburtsstadt Waldheim.

## Publizistische Aktivitäten
Seit ihrer Gründung veröffentlicht die Lama und Li Gotami Govinda Stiftung Bücher und Zeitschriften. Mit der Edition Habermann unterhält sie einen Verlag, in dem Bücher von Anagarika Govinda, Li Gotami Govinda, Nyanaponika, Karl-Heinz Gottmann, Benedikt Maria Trappen und weiteren Autoren erschienen. Auch die von Hans-Ulrich Rieker und Wilhelm A. Rink 1956 ins Leben gerufene Zeitschrift Der Kreis wird seit Gründung der Stiftung von dieser herausgegeben.
In der Edition Habermann erscheint auch die 1982 von Volker Zotz gegründete und inzwischen von der Psychologin Judita Habermann geleitete Zeitschrift Damaru. Diese greift in Print- und Online-Ausgaben im Sinn der Stiftung interkulturelle Themen auf und fühlt sich im Sinn von Zotz „einem eurasischen Humanismus und einer interkulturellen Spiritualität“ verpflichtet.